# Лі Дон Гон
Лі Дон Гон (кор. 이동건, нар. 26 липня 1980, Сеул, Республіка Корея) — південнокорейський актор.

## Біографія
Лі Дон Гон народився 26 липня 1980 року в столиці Південної Кореї місті Сеул. У 1997 році дебютував як співак, два роки потому зіграв першу роль у телевізійному серіалі. Зростання популярності актора пов'язане з роллю у популярному серіалі «Коханці в Парижі», що став одним з найпопулярніших серіалів в Кореї у 2004 році. З літа 2010 року проходив обов'язкову для чоловіків у Південні Кореї військову службу, демобілізувався Дон Гон у березні 2012 року.
Першою для актора після служби в армії стала головна роль у серіалі «Одружися з ним, якщо насмілишся», де він зіграв чесного принципового телеведучого. У 2016 році актор зіграв одну з головних ролей у серіалі вихідного дня «Джентльмен з ательє Вольгусу», в якому його партнеркою була акторка Чо Юн Хі. Разом з Юн Хі вони грали закохану пару яка долає багато перешкод на шляху до щастя. Після зйомок у серіалі пара оголосила що вони зустрічаються та чекають первістка, 14 грудня 2017 року в них народилася дівчинка.
У 2017 році Дон Гон вдало виконав роль короля Йонсан-гуна в історичному серіалі «Королева на сім днів», ця роль принесла йому нагороди та визнання.

## Фільмографія

### Телевізійні серіали
| Рік          | Назва                                          | Роль                          | Мережа   |
| ------------ | ---------------------------------------------- | ----------------------------- | -------- |
| 1999         | «Безумна реклама»                              |                               | KBS2     |
| 2002         | «Друзі»                                        | Пак Кьон Чжу                  | MBC      |
| 2002         | «Правитель свого власного світу»               | Ха Дон Чжін                   | MBC      |
| 2003         | «Сан Ду! Пішли до школи»                       | Кан Мінсук                    | KBS2     |
| 2003         | «Проблема у будинку мого молодшого брата»      | Пак Сан Гу                    | SBS      |
| 2004         | «Солодкі 18»                                   | Квон Хьок Чжун                | KBS2     |
| 2004         | «Коханці в Парижі»                             | Юн Су Хьок                    | SBS      |
| 2004         | «Вітражне скло»                                | Хан Дон Чжу / Юїчі Ямамото    | SBS      |
| 2006         | «Знову посміхаюсь»                             | Пан Ха Чжин                   | SBS      |
| 2006         | «Якщо кохати…Як вони»                          | Чон Те                        | Mnet     |
| 2008         | «Ніч після ночі»                               | Кім Бом Сан                   | MBC      |
| 2008         | «Зірковий коханець»                            | Хьон Чжун (камео)             | SBS      |
| 2013         | «Одружися з ним, якщо насмілишся»              | Кім Шин                       | KBS2     |
| 2015         | «Супер-батько Йоль»                            | Хан Йоль                      | tvN      |
| 2016         | «Вітаю! Містер правильний» (китайський серіал) | Жоу Ютен                      | iQiyi    |
| 2016         | «Джентльмен з ательє Вольгусу»                 | Лі Дон Чжін                   | KBS2     |
| 2017         | «Королева на сім днів»                         | Король Йонсан-гун             | KBS2     |
| 2018         | «Скетч»                                        | Кім До Чжін                   | JTBC     |
| 2018         | «Де земля зірок»                               | Со Ін У                       | SBS      |
| 2019         | «Остання місія янгола: Кохання»                | Чі Кан У                      | KBS2     |
| 2022         | «Поцілунок — шосте почуття» (вебсеріал)        | Хон Сон Чжун (серії 1, 10-12) | Disney+  |
| В очікуванні | «Зірки» (вебсеріал)                            | Чін Те Чжон                   | Нетфлікс |

### Фільми
| Рік  | Назва                  | Роль         |
| ---- | ---------------------- | ------------ |
| 2002 | «Родина»               | Ха Йон Чхоль |
| 2005 | «Мій бойфренд - тип Б» | Йон Бін      |
| 2007 | «Любов зараз»          | Пак Йон Чжін |

## Нагороди
| Рік  | Нагорода                             | Категорія                                                    | Робота                            | Результат | Прим. |
| ---- | ------------------------------------ | ------------------------------------------------------------ | --------------------------------- | --------- | ----- |
| 2004 | 2-а Премія Андре Кіма                | Краща зірка                                                  |                                   | Перемога  | [ 6 ] |
| 2004 | Премія SBS драма                     | Топ-10 зірок                                                 | «Коханці в Парижі»                | Перемога  |       |
| 2004 | Премія SBS драма                     | Топ-10 зірок                                                 | «Вітражне скло»                   | Перемога  |       |
| 2004 | Премія SBS драма                     | Нагорода за високу майстерність (актор спеціальних драм)     | «Вітражне скло»                   | Перемога  |       |
| 2004 | Премія «Dong-a TV Fashion Beauty»    | Краще вбрання                                                |                                   | Перемога  |       |
| 2005 | 41-а Премія мистецтв Пексан          | Найпопулярніший актор фільму                                 | «Мій бойфренд — тип Б»            | Перемога  |       |
| 2005 | 42-а Премія Великий дзвін            | Кращий новий актор                                           | «Мій бойфренд — тип Б»            | Номінація |       |
| 2008 | 45-та Премія мистецтв Пексан         | Найпопулярніший актор телебачення                            | «Ніч після ночі»                  | Номінація |       |
| 2008 | Сеульський фестиваль Корейська хвиля | Дошка пошани                                                 |                                   | Перемога  |       |
| 2008 | 25-та Премія Korea Best Dresser Swan | Найкраще одягнений актор                                     |                                   | Перемога  |       |
| 2008 | 45-та Премія Великий дзвін           | Кращий новий актор                                           | «Любов зараз»                     | Номінація |       |
| 2008 | Премія MBC драма                     | Нагорода за високу майстерність (актори)                     | «Ніч після ночі»                  | Перемога  |       |
| 2013 | 27-ма Премія KBS драма               | Краща пара разом з Юн Ин Хе                                  | «Одружися з ним, якщо насмілишся» | Номінація |       |
| 2013 | 27-ма Премія KBS драма               | Нагорода за високу майстерність (актор мінісеріалу)          | «Одружися з ним, якщо насмілишся» | Номінація |       |
| 2015 | 4-та Премія «Зірок МААТР»            | Зірка Корейської хвилі                                       |                                   | Перемога  | [ 7 ] |
| 2016 | 30-та Премія KBS драма               | Премія за високу майстерність (актор серіалу)                | «Джентльмен з ателье Вольгусу»    | Перемога  | [ 8 ] |
| 2017 | 31-ша Премія KBS драма               | Премія за високу майстерність (актор середньотривалої драми) | «Королева на сім днів»            | Перемога  | [ 9 ] |